# Modellierung und Simulation
|                                            | Dieser Artikel wurde im Portal Wissenschaft zur Verbesserung eingetragen. Hilf mit, ihn zu bearbeiten, und beteilige dich an der Diskussion! |
| Vorlage:Portalhinweis/Wartung/Wissenschaft | |

Modellierung und Simulation (abgekürzt M&S) bezeichnet die Verwendung von Modellen (z. B. physikalische, mathematische oder logische Darstellung eines Systems, einer Sache, eines Phänomens oder eines Prozesses) als Grundlage für Simulationen zur Erzeugung von Daten, die für die Entscheidungsfindung in Management oder Technik genutzt werden.

## Nähere begriffliche Eingrenzungen

### Modellierung und Simulation in digitalen Umgebungen
Bei der digitalen Anwendungsform von M&S wird Computersoftware verwendet, um ein mathematisches Modell über ein Interface einzugeben, das die wichtigsten Parameter des physikalischen Modells zu repräsentieren vermag. Das mathematische Modell bildet das physikalische Modell abstrakt ab; in Form von Simulationsexperimenten wird die Blockstruktur, die das mathematische Modell repräsentiert, mit Testimpulsen, die den Anfangs- und Randbedingungen entsprechen, am Modellsystemeingang beaufschlagt. Die Response am Modellsystemausgang wird aufgezeichnet; und die Resultate werden virtuell aufbereitet dargestellt. Die Simulation wird gestartet – d. h. der Computer berechnet die Ergebnisse dieser Bedingungen anhand des mathematischen Modells – und gibt die Ergebnisse in einem Format aus, das je nach Implementierung entweder maschinen- oder menschenlesbar ist.

### Modelle, Simulationen, Testhypothesen

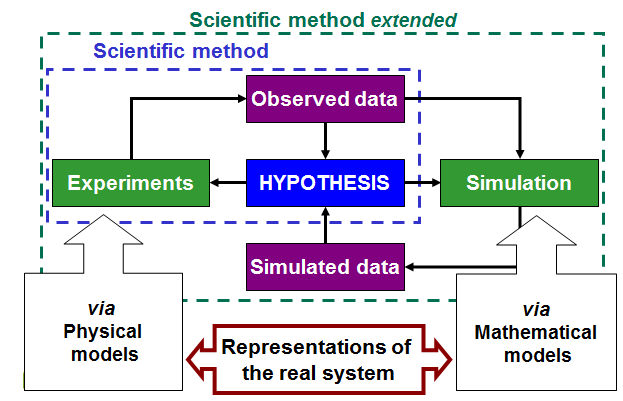
Modellierung in der Wissenschaft: Wie physische und mathematische Modelle der wissenschaftlichen Methode an der Basis der Forschung geistige Anstöße durch Hypothesenformulierung und -überprüfung bieten.

Durch den Einsatz mathematischer Modelle und, damit korrespondierend, Simulationen auf dafür geeigneter Hardware können reale Experimente vermieden werden, die kostspielig und zeitaufwendig wären. Stattdessen wird mathematisches Wissen und Rechenleistung genutzt, um reale Probleme kostengünstig und zeitsparend ersatzweise im Simulationsexperiment zu untersuchen und, um daraus folgend in Bezug auf das reale Objekt Schlüsse zu ziehen. So können M&S dazu beitragen, das Verhalten eines Systems zu verstehen, indem Experimente auf dem Simulationsrechner gefahren werden, ohne das System in der realen Welt physisch testen zu müssen. Simulation kann Systeme unter unterschiedlichen, mehr oder weniger realitätsnahen Bedingungen analysieren. Ferner sind Modifikationen am System einfach durchführbar; und somit können Experimente in der Simulation einfach gesteuert und ausgeführt werden.
Beispiel:

Um beispielsweise bei der Entwicklung eines Rennwagens herauszufinden, welche Art von Spoiler die Traktion am meisten verbessern würde, könnte eine Computersimulation des Wagens verwendet werden, um die Auswirkungen verschiedener Spoilerformen auf den Reibungskoeffizienten in einer Kurve abzuschätzen. Nützliche Erkenntnisse über verschiedene Entscheidungen bei der Konstruktion könnten gewonnen werden, ohne dass das Auto tatsächlich gebaut wird.
Darüber hinaus kann die Simulation Experimente unterstützen, die vollständig in Software oder in Human-in-the-Loop-Umgebungen (Modell, das menschliche Interaktion erfordert) stattfinden, in denen die Simulation Systeme repräsentiert oder Daten generiert, die zur Erreichung von Experimentierzielen benötigt werden. Durch heutige Rechnerkapazität lassen sich ohne großen Aufwand viele Experimente parallel durchführen. Ebenso erlaubt es die Simulation, Systeme in sehr kurzen oder sehr langen Zeitintervallen zu analysieren, die in der Realität nicht beobachtbar sind. Natürlich kann die Simulation auch zur Schulung von Personen in einer digitalen Umgebung eingesetzt werden, deren physische Herstellung ansonsten schwierig oder teuer wäre.

### Grenzen von Modellierung und Simulation
Simulationsmodelle haben einen hohen Datenbedarf und sind aufwändig und teuer in der Entwicklung. Simulationsmodelle liefern extreme Datenmengen, so dass die Genauigkeit und Gültigkeit der Resultate oft nicht ausreichend überprüft werden und somit die Gefahr einer Überbewertung der Resultate besteht. Typische Fehler bei der Anwendung der Simulation lassen sich beobachten, wenn die Modellerstellung ohne konkrete Zielsetzung vorgenommen wird. Auch ein falscher Detaillierungsgrad des Modells mit unnötigen Details kann zu Problemen führen. Der Aufwand für Datenerhebung und Validierung wird unterschätzt; oder es werden überhöhte und teure Anforderungen an die Aufbereitung der auszugebenden Daten gestellt. Auch kein oder ein zu geringer Einsatz statistischer Methoden oder die Unkenntnis über die Abhängigkeiten der Simulationsgrößen bzw. die fehlende Abschätzung des Gültigkeitsbereiches kann zu völlig unsinnigen Aussagen führen.

## Interesse an Simulation
Technisch gesehen ist die Simulation national und international gut akzeptiert. Die Berichte der deutschen Akademie der Technikwissenschaften (Acatech) zu Industrie 4.0, die Etablierung von M&S an wichtigen Fraunhofer Instituten und an damit verbundenen Universitäten in Deutschland, oder der frühe Bericht der amerikanischen National Science Foundation (NSF) aus dem Jahr 2006 über „Simulation-based Engineering Science“ zeigen das Potenzial der Simulationstechnologie und -methoden auf, die Ingenieurwissenschaften zu revolutionieren. Zu den Gründen für das stetig wachsende Interesse an Simulationsanwendungen gehören folgende:
1. Der Einsatz von Simulationen ist im Allgemeinen billiger, sicherer und manchmal auch ethischer als die Durchführung von Experimenten in der realen Welt. So werden beispielsweise Supercomputer in der Klima-Analyse eingesetzt, um Wetterphänomene oder im Extremfall, um Wirbelstürme und andere Naturkatastrophen zu simulieren.
2. Simulationen können oft schneller als in Echtzeit durchgeführt werden. Dadurch können sie für effiziente Wenn-Dann-Analysen verschiedener Alternativen eingesetzt werden, insbesondere wenn die erforderlichen Daten zur Initialisierung der Simulation leicht aus Betriebsdaten gewonnen werden können. Dieser Einsatz von Simulationen erweitert den Werkzeugkasten traditioneller Entscheidungsunterstützungssysteme um Simulationssysteme zur Entscheidungsunterstützung.
3. Simulationen ermöglichen den Aufbau einer kohärenten synthetischen Umgebung, die die Integration von simulierten Systemen in der frühen Analysephase über gemischte virtuelle Systeme mit ersten prototypischen Komponenten bis hin zu einer virtuellen Testumgebung für das endgültige System ermöglicht. Bei richtiger Handhabung kann die Umgebung von der Entwicklungs- und Testdomäne zur Schulungs- und Ausbildungsdomäne in nachfolgenden Lebenszyklusphasen der Systeme verlagert werden (einschließlich der Möglichkeit, einen digitalen Zwilling des realen Systems unter realistischen Bedingungen zu trainieren und zu optimieren, noch bevor die ersten Komponenten gebaut werden).

## Anwendungsbereiche

### Einsatzkategorien
Es gibt viele mögliche Kategorisierungen, aber die folgende Einteilung hat sich praktisch bewährt und wird derzeit von verschiedenen Anwendungsbereichen angewendet.
- Analyse Unterstützung wird zur Begleitung von Planung und Experimenten durchgeführt. Sehr oft ist die Suche nach einer optimalen Lösung, die umgesetzt werden soll, die treibende Kraft dieser Bemühungen. Was-wäre-wenn-Analysen von Alternativen fallen ebenfalls in diese Kategorie. Diese Art von Arbeit wird häufig von Simulationsspezialisten durchgeführt, die sowohl über Simulations- als auch über Analystenfähigkeiten verfügen.
- Systemtechnische Unterstützung wird bei der Beschaffung, Entwicklung und Erprobung von Systemen eingesetzt. Diese Unterstützung kann bereits in frühen Phasen beginnen und Themen wie ausführbare Systemarchitekturen umfassen, und sie kann das Testen unterstützen, indem sie eine virtuelle Umgebung bereitstellt, in der Tests durchgeführt werden. Diese Art von Arbeit wird häufig von Ingenieuren und Architekten durchgeführt.
- Schulungs- und Ausbildungsunterstützung bietet Simulatoren, virtuelle Schulungsumgebungen und spezialisierte Spiele für Ausbildung und Training von Mitarbeitern. Diese Art von Arbeit wird oft von Ausbildern in Zusammenarbeit mit Informatikern durchgeführt. Beispiele sind Unternehmensplanspiele oder Medizinische Simulationen.

### Einsatz in den Naturwissenschaften
M&S sind in der naturwissenschaftlichen Forschung wichtig. Dabei geht es häufig um wissenschaftliches Rechnen, mit Anwendungen und Analysen in der Physik, Chemie, Biologie oder Meteorologie. Die Darstellung realer Systeme entweder durch physische Nachbildungen in kleinerem Maßstab oder durch mathematische Modelle, die die Dynamik des Systems durch Simulation darstellen, ermöglicht die Erforschung des Systemverhaltens in einer darstellbaren Weise, die in der realen Welt oft entweder schwierig, nicht möglich oder zu riskant ist.

### Einsatz im Ingenieurwesen
Der Einsatz von M&S im Ingenieurwesen ist weithin anerkannt. Die Simulationstechnik gehört zu den systemtechnischen Werkzeugen von Ingenieuren aller Fachrichtungen. M&S hilft, Kosten zu senken, die Qualität von Produkten und Systemen zu erhöhen und gewonnene Erfahrungen zu dokumentieren und zu archivieren. Beispiele für technische Simulationen sind etwa Festigkeitsberechnung (FEM), Strömungssimulation, von Fabrikprozessen und komplexen logistischen Systemen, zur virtuellen Inbetriebnahme oder Schaltungssimulation.
Da die Ergebnisse einer Simulation nur so gut sind wie das zugrundeliegende Modell bzw. die zugrundeliegenden Modelle, müssen Ingenieure, Anwender und Analysten dem Aufbau der Simulation besondere Aufmerksamkeit widmen. Um sicherzustellen, dass die Ergebnisse der Simulation auf die reale Welt übertragbar sind, muss der Benutzer die Annahmen, Konzeptualisierungen und Beschränkungen der Implementierung verstehen. Darüber hinaus können die Modelle anhand der Ergebnisse tatsächlicher Experimente aktualisiert und verbessert werden. M&S ist eine eigenständige Disziplin. Die vielen Anwendungsbereiche führen oft zu der Annahme, dass M&S sich in der reinen Anwendung eines Computerprogrammes erschöpft. Dies ist nicht der Fall, sondern in jedem konkreten Fall muss bei der Anwendung von M&S erkannt werden, ob Modell und Simulator zueinander passen.

### Einsatz für öffentliche Auftraggeber
Ein großer Einsatzbereich ist die Energieerzeugung und Verteilung für Bevölkerung, Industrie und kritische Infrastruktur (Wasserversorgung, Wärme, Verkehr). Kraftwerkssimulatoren trainieren beispielsweise seit vielen Jahren vor allem die Bedienmannschaften von Kernkraftwerken für die Beherrschung von Störfällen bis hin zum GAU (zu gefährlich in der Realität). Bei der erneuerbaren Energieerzeugung spielt beispielsweise die Verbesserung der technischen Lösungen für Photovoltaik im Verbund mit Wärmepumpen, Wind und Wasserstoff eine zentrale Rolle. Aber auch im Städtebau finden sich interessante Simulationsanwendungen.
Auch die Verkehrsinfrastruktur ist ein intensiver Nutzungsbereich für M&S. Dabei spielt die Verkehrsfluss-Analyse eine zentrale Rolle für alle Verkehrsarten. Darüber hinaus ist beispielsweise die Planung von Bahnlinien, Brücken und Tunneln bis hin zur Zugfahrt heute ohne M&S undenkbar.
Im Bereich der Verteidigung findet sich M&S bei der Planung, Konzeption, Produktion, Beschaffung und Einsatz alter und neuer Waffensysteme mit deren Herstellern, besonders bei Luftfahrzeugen, Landfahrzeugen und Schiffen. Bei der NATO spielt M&S im Zusammenhang für das Digital Engineering neuer Waffensysteme eine zunehmende Rolle. Für Manöver und vernetzte Einsätze kommt es dann zum Einsatz hochdynamischer Einsatzsimulation.